# Richard Walker
Richard Dorian Walker (Johannesburgo, Sudáfrica, 16 de agosto de 1950) es un jinete británico que compitió en la modalidad de concurso completo.
Ganó cuatro medallas en el Campeonato Europeo de Concurso Completo, en los años 1969 y 1991. Participó en los Juegos Olímpicos de Barcelona 1992, ocupando el sexto lugar en la prueba por equipos.

## Palmarés internacional
| Campeonato Europeo | Campeonato Europeo        | Campeonato Europeo | Campeonato Europeo |
| Año                | Lugar                     | Medalla            | Categoría          |
| ------------------ | ------------------------- | ------------------ | ------------------ |
| 1969               | Le Pin-au-Haras (Francia) | Medalla de oro     | Por equipos        |
| 1969               | Le Pin-au-Haras (Francia) | Medalla de plata   | Individual         |
| 1991               | Punchestown (Irlanda)     | Medalla de oro     | Por equipos        |
| 1991               | Punchestown (Irlanda)     | Medalla de plata   | Individual         |